# 塞納基

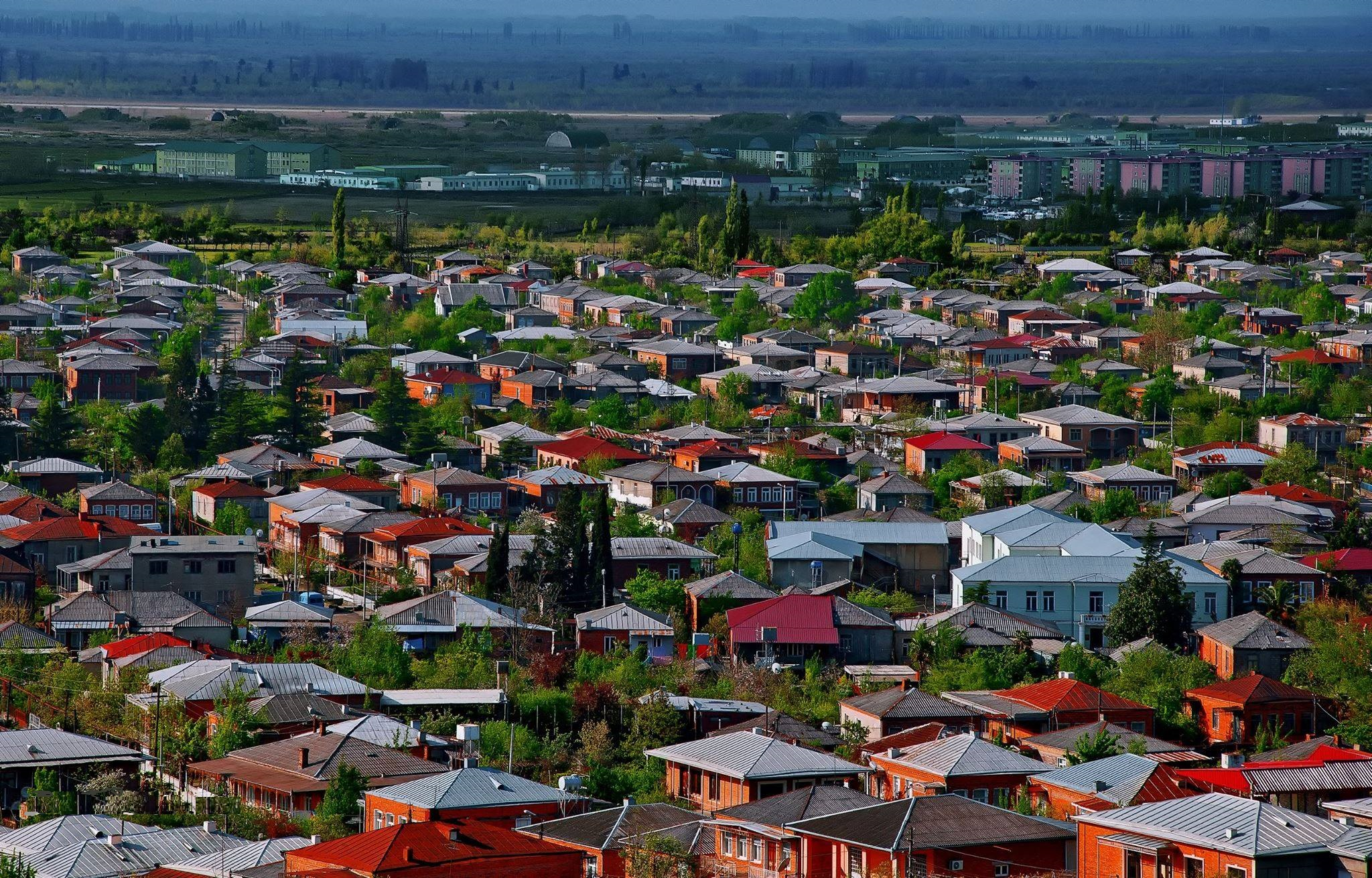
塞納基

塞納基是格魯吉亞西部薩梅格雷洛-上斯瓦內蒂大区塞納基市鎮的城鎮及其行政中心。距離首都第比利斯294公里，2014年人口21,596。2008年南奧塞梯戰爭期間，該鎮曾爆發戰鬥。